# Campanopsis dubia
Campanopsis dubia är en nässeldjursart som beskrevs av author unknown. Campanopsis dubia ingår i släktet Campanopsis och familjen Eirenidae. Inga underarter finns listade i Catalogue of Life.